# HD 168322
HD 168322，又名BD+40 3332，SAO 47359、HR 6853，是一颗恒星，视星等为6.11，位于銀經68.38，銀緯23.52，其B1900.0坐标为赤經18h 13m 56.4s，赤緯+40° 23.52′ 50″。